# Samomorilski napad
Samomorilski napad je oblika nasilne akcije, kjer storilec s svojim dejanjem, izvrši direkten napad, pri tem pa ve, da bo umrl. Končni rezultat samomorilskega napada je poškodovati ali uničiti zadani cilj. Samomorilski napadi se skozi zgodovino pojavijo v obdobju spopadov v drugi svetovni vojni, kot del vojaškega nasilnega napada Japonskih pilotov (Kamikaz). Ter nedavnih terorističnih napadov  11. septembra 2001 v ZDA.
Od konca druge svetovne vojne pa do Septembra 2015 se je v 40 državah po svetu zgodilo 4,814 samomorilskih napadov. Pri tem je bilo ubitih 45,000 ljudi. Med tem časom pa do 1980 leta, se je stopnja samomorilskih napadov zgodila v povprečju tri na leto. V letih 1990 eden na mesec ter skoraj eden napad tedensko v letih od 2001 do 2003. Od leta 2003 do 2015 se v povprečju zgodi po eden samomorilski napad na dan.
Samomorilski napad velja za najbolj uničujočo ter smrtonosno obliko napada. Storilcu, da možnost, da med napadom prilagodi svoj načrt s ciljem čim večjega uničenja. Predstavljajo 4 % vseh terorističnih napadov med letoma 1981 do 2006 s 14,599 številom smrtnih žrtev. 90 % napadov se je zgodilo v Afganistanu, Iraku, Izraelu, Pakistanu ter Šrilanki Od sredine leta 2015 se je 75 % vseh samomorilskih napadov, zgodilo v samo treh državah: Afganistanu, Pakistanu ter Iraku.